# Distretto di Ružomberok
Il distretto di Ružomberok (okres Ružomberok) è uno dei distretti della Slovacchia, situato nella regione di Žilina, nella parte centrale del Paese.
Fino al 1918, il territorio dell'attuale distretto era appartenuto alla contea ungherese di Liptov.

## Geografia antropica
Il distretto è composto da 1 città e 24 comuni:

### Città
- Ružomberok

### Comuni
- Bešeňová
- Hubová
- Ivachnová
- Kalameny
- Komjatná
- Likavka
- Liptovská Lúžna
- Liptovská Osada
- Liptovská Štiavnica
- Liptovská Teplá
- Liptovské Revúce
- Liptovské Sliače

- Liptovský Michal
- Lisková
- Lúčky
- Ludrová
- Ľubochňa
- Martinček
- Potok
- Stankovany
- Štiavnička
- Švošov
- Turík
- Valaská Dubová